# Salmo 99

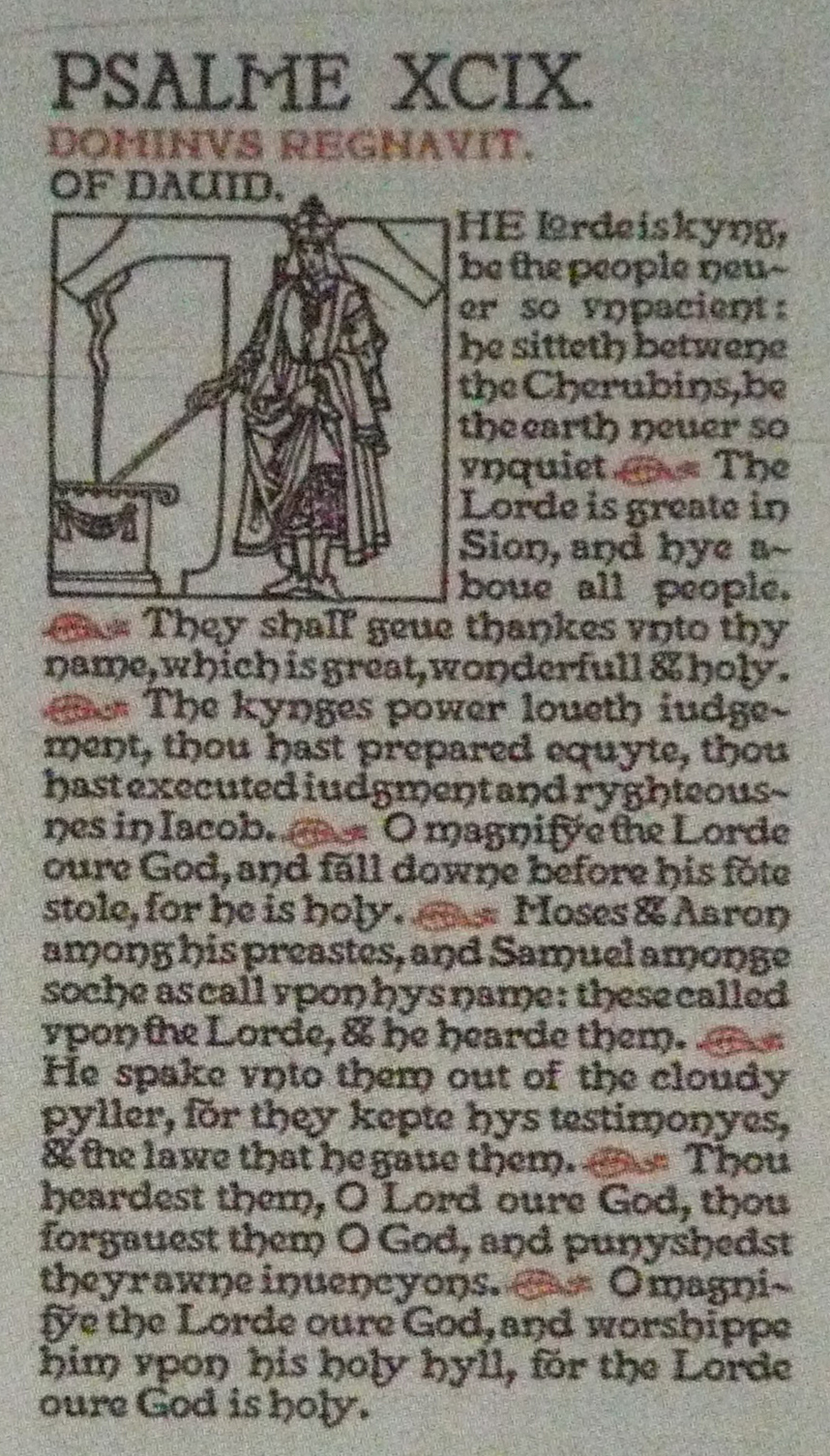
Salmo 99 del Salterio de 1902

El Salmo 99 es el salmo 99 del Libro de los Salmos, y comienza en inglés en la versión de la Biblia del rey Jacobo: «El Señor reina; tiemblen los pueblos». El Libro de los Salmos comienza la tercera sección del Tanaj, la Biblia hebrea, y, como tal, es un libro del Antiguo Testamento cristiano. En el sistema de numeración ligeramente diferente de la versión griega Septuaginta de la Biblia, y en la latina Vulgata, este salmo es el «Salmo 98», que comienza con «Dominus regnavit». Es el último del conjunto de «Salmos reales» adicionales, los Salmos 93-99, que alaban a Dios como Rey de su pueblo. No hay título en la versión del Texto masorético, pero la Septuaginta proporciona un título: «Un salmo de David».
El salmo forma parte habitual de las liturgias judía, católica, luterana, anglicana y otras liturgias protestantes.  Se ha puesto música, incluso por Heinrich Schütz, y ha inspirado himnos y canciones contemporáneas.

## Texto
La siguiente tabla muestra el texto hebreo del Salmo con vocales junto con una traducción al inglés basada en la traducción de la JPS 1917 (ahora en el dominio público). La siguiente tabla muestra el texto en hebreo del Salmo con vocales, junto con el texto en griego koiné de la Septuaginta y la traducción al español de la Biblia del Rey Jacobo. Tenga en cuenta que el significado puede diferir ligeramente entre estas versiones, ya que la Septuaginta y el texto masorético provienen de tradiciones textuales diferentes.  En la Septuaginta, este salmo está numerado como Salmo 98.
| # | Hebreo                                                         | Español | Griego |
| - | -------------------------------------------------------------- | --- | --- |
| 1 | יְהֹוָ֣ה מָ֭לָךְ יִרְגְּז֣וּ עַמִּ֑ים יֹשֵׁ֥ב כְּ֝רוּבִ֗ים תָּנ֥וּט הָאָֽרֶץ׃                      | El Señor reina; tiemblen los pueblos; él está sentado entre los querubines; que se estremezca la tierra.                    | Ψαλμὸς τῷ Δαυΐδ. - El Señor ha reinado, tiemblen los pueblos; el que está sentado entre los querubines, que se estremezca la tierra.             |
| 2 | יְ֭הֹוָה בְּצִיּ֣וֹן גָּד֑וֹל וְרָ֥ם ה֝֗וּא עַל־כׇּל־הָעַמִּֽים׃                           | El Señor es grande en Sión, y es elevado sobre todos los pueblos.                                                           | Κύριος ἐν Σιὼν μέγας καὶ ὑψηλός ἐστιν ἐπὶ πάντας τοὺς λαούς.                                                                                     |
| 3 | יוֹד֣וּ שִׁ֭מְךָ גָּד֥וֹל וְנוֹרָ֗א קָד֥וֹשׁ הֽוּא׃                                  | Alaben tu nombre grande y temible, porque es santo.                                                                         | Confiesen tu nombre grande, porque es santo. |
| 4 | וְעֹ֥ז מֶלֶךְ֮ מִשְׁפָּ֢ט אָ֫הֵ֥ב אַ֭תָּה כּוֹנַ֣נְתָּ מֵישָׁרִ֑ים מִשְׁפָּ֥ט וּ֝צְדָקָ֗ה בְּיַעֲקֹ֤ב ׀ אַתָּ֬ה עָשִֽׂיתָ׃ | La fuerza del rey también ama el juicio; tú estableces la equidad, ejecutas el juicio y la justicia en Jacob.               | καὶ τιμὴ βασιλέως κρίσιν ἀγαπᾷ· σὺ ἡτοίμασας εὐθύτητας, κρίσιν καὶ δικαιοσύνην ἐν ᾿Ιακὼβ σὺ ἐποίησας.                                            |
| 5 | רוֹמְמ֡וּ יְ֘הֹוָ֤ה אֱלֹהֵ֗ינוּ וְֽ֭הִשְׁתַּחֲווּ לַהֲדֹ֥ם רַגְלָ֗יו קָד֥וֹשׁ הֽוּא׃                 | Exaltad al Señor nuestro Dios, y adorad en su estrado, porque él es santo.                                                  | ὑψοῦτε Κύριον τὸν Θεὸν ἡμῶν καὶ προσκυνεῖτε τῷ ὑποποδίῳ τῶν ποδῶν αὐτοῦ, ὅτι ἅγιός ἐστι.                                                         |
| 6 | מֹ֘שֶׁ֤ה וְאַֽהֲרֹ֨ן ׀ בְּֽכֹהֲנָ֗יו וּ֭שְׁמוּאֵל בְּקֹרְאֵ֣י שְׁמ֑וֹ קֹרִ֥אים אֶל־יְ֝הֹוָ֗ה וְה֣וּא יַעֲנֵֽם׃   | Moisés y Aarón entre sus sacerdotes, y Samuel entre los que invocan su nombre; invocaron al Señor, y él les respondió.      | Μωυσῆς καὶ ᾿Ααρὼν ἐν τοῖς ἱερεῦσιν αὐτοῦ, καὶ Σαμουὴλ ἐν τοῖς ἐπικαλουμένοις τὸ ὄνομα αὐτοῦ· ἐπεκαλοῦντο τὸν Κύριον, καὶ αὐτὸς εἰσήκουσεν αὐτῶν, |
| 7 | בְּעַמּ֣וּד עָ֭נָן יְדַבֵּ֣ר אֲלֵיהֶ֑ם שָׁמְר֥וּ עֵ֝דֹתָ֗יו וְחֹ֣ק נָֽתַן־לָֽמוֹ׃                   | Él les habló desde la columna de nube: ellos guardaron sus testimonios y el estatuto que él les dio.                        | ἐν στύλῳ νεφέλης ἐλάλει πρὸς αὐτούς· ὅτι ἐφύλασσον τὰ μαρτύρια αὐτοῦ καὶ τὰ προστάγματα αὐτοῦ, ἃ ἔδωκεν αὐτοῖς.                                  |
| 8 | יְהֹוָ֣ה אֱלֹהֵינוּ֮ אַתָּ֢ה עֲנִ֫יתָ֥ם אֵ֣ל נֹ֭שֵׂא הָיִ֣יתָ לָהֶ֑ם וְ֝נֹקֵ֗ם עַל־עֲלִילוֹתָֽם׃         | Tú les respondiste, oh Señor, Dios nuestro; tú fuiste un Dios que los perdonaste, aunque tomaste venganza por sus inventos. | Κύριε ὁ Θεὸς ἡμῶν, σὺ ἐπήκουσε αὐτῶν· ὁ Θεός, σὺ εὐίλατος ἐγίνου αὐτοῖς καὶ ἐκδικῶν ἐπὶ πάντα τὰ ἐπιτηδεύματα αὐτῶν.                             |
| 9 | רוֹמְמ֡וּ יְ֘הֹוָ֤ה אֱלֹהֵ֗ינוּ וְֽ֭הִשְׁתַּחֲווּ לְהַ֣ר קׇדְשׁ֑וֹ כִּי־קָ֝ד֗וֹשׁ יְהֹוָ֥ה אֱלֹהֵֽינוּ׃        | Exaltad al Señor nuestro Dios, y adorad en su monte santo, porque el Señor nuestro Dios es santo.                           | ὑψοῦτε Κύριον τὸν Θεὸν ἡμῶν καὶ προσκυνεῖτε εἰς ὄρος ἅγιον αὐτοῦ, ὅτι ἅγιος Κύριος ὁ Θεὸς ἡμῶν.                                                  |

## Comentarios

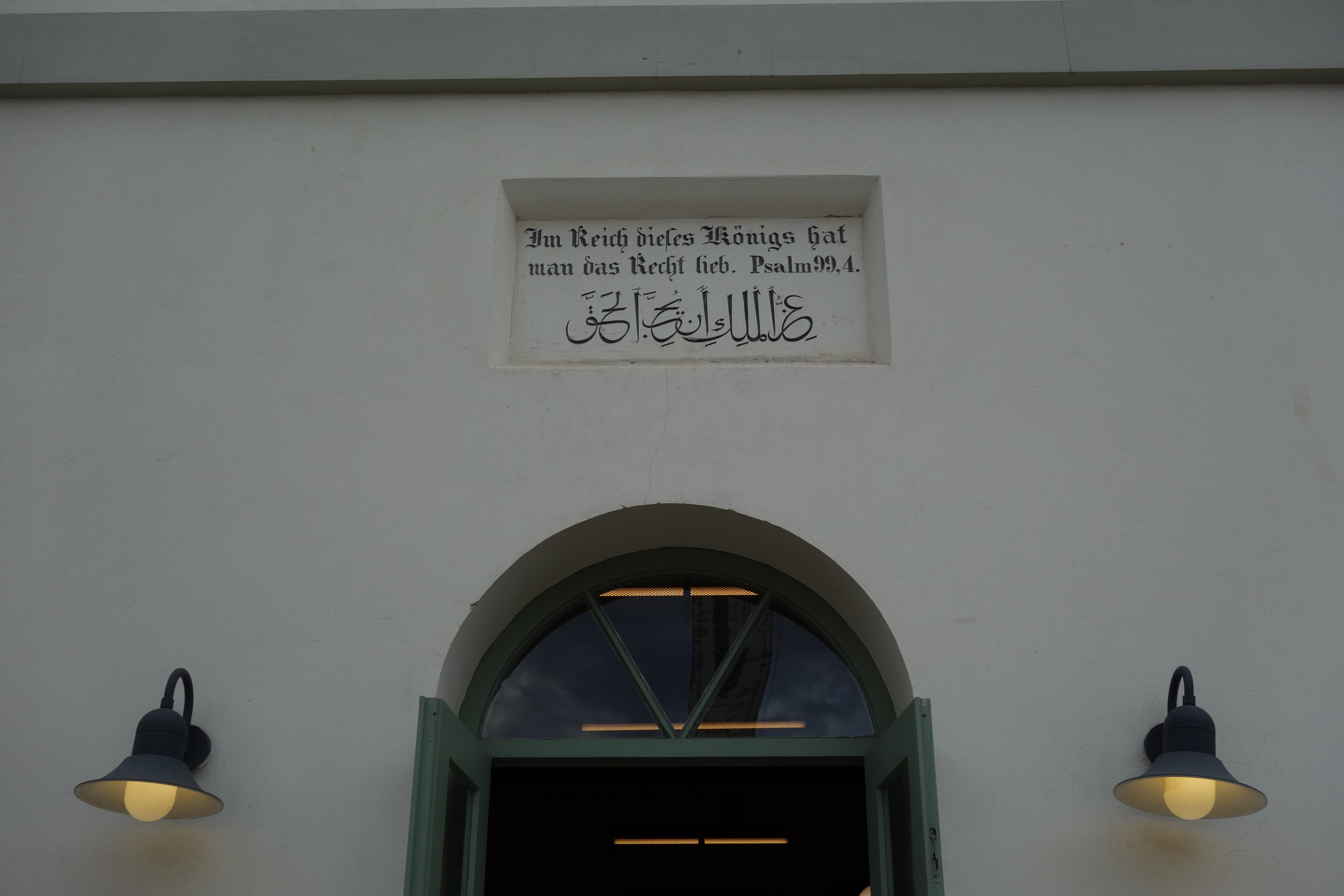
Salmo 99:4 en un edificio de Tel Aviv (2018), texto en alemán y árabe.

Este salmo es el último de los «salmos de entronización» (Salmo 47; 93; 96–99). Comienza con la conocida afirmación «YHWH es rey», seguida de referencias a la justicia y la rectitud (versículo 4), el pacto con sus exigencias morales (versículos 4, 7), centrado en Sion (versículo 2; cf. «su monte santo», versículo 9).
Algunas similitudes con el Deutero-Isaías incluyen el llamado a las naciones a temblar ante Dios (versículo 1). Es único al nombrar a Moisés, Aarón y Samuel, los «tres grandes intercesores» y presentar el triple «Santo» (versículos 3, 5, 9).
Alexander Kirkpatrick vincula este y otros salmos reales con la restauración de Israel tras el regreso del cautiverio babilónico.

### De la Iglesia católica

#### A todo el salmo
Este salmo se vincula estrechamente con el Salmo 93, ya que ambos comienzan con la expresión «El Señor reina» y destacan la santidad divina (cf. Sal 93,5). Funcionan como inicio y cierre de un conjunto de siete salmos (Sal 93-99) centrados en la realeza de Dios. El Salmo 99 profundiza en lo que ya se afirmaba en el Salmo 98: que Dios ha manifestado su justicia y salvación en medio de Israel. Sin embargo, a diferencia de los anteriores, este salmo no incluye un llamado a las naciones ni menciona la venida del Señor, rasgos que son característicos de otros textos del mismo conjunto y del Segundo Isaías. Por ello, se piensa que es anterior al exilio babilónico.
El tema de la santidad de Dios estructura el salmo. En la primera parte (vv. 1-3), se proclama su grandeza; en la segunda (vv. 4-5), se describe cómo gobierna con justicia; y en la tercera (vv. 6-9), se recuerda su respuesta a figuras clave de la historia de Israel como Moisés, Aarón y Samuel. El nombre del Señor se repite siete veces, subrayando la plenitud de su autoridad. En el Nuevo Testamento, Jesús lleva a su plenitud esta proclamación de la santidad de Dios, refiriéndose a él como «Padre Santo» en su oración por los discípulos (cf. Jn 17,11).

#### A los versículos 1-3
Los querubines que cubrían el Arca de la Alianza representaban el trono terrenal de Dios, desde donde ejercía su soberanía sobre todas las naciones. La mención del «Nombre» (v. 3) alude a la persona de Dios tal como se ha revelado (cf. Sal 8,2). El término «santo», más que los calificativos «grande» y «temible», expresa la absoluta trascendencia divina, que lo distingue y separa del mundo (cf. 1 S 2,2), aunque actúe en la historia manifestando su poder y gloria (vv. 4.6-7).

«La santidad de Dios es el hogar inaccesible de su misterio eterno. Lo que se manifiesta de Él en la creación y en la historia, la Escritura lo llama Gloria, la irradiación de su Majestad.

#### A los versículos 4-5
La acción real de Dios se manifiesta en la tierra mediante el establecimiento del orden a través de la Ley, fundamento de lo que es justo, y en el juicio conforme a ella sobre el pueblo de Israel —«derecho y justicia» (v. 4; cf. Sal 97,2)—. Israel debe reconocer y proclamar la santidad divina ante el Arca, descrita como el «estrado de sus pies», expresión que se vincula en paralelo con el Templo o «monte santo» mencionado en el versículo 9.
En la interpretación cristológica, la tradición de la Iglesia ha visto en la expresión «estrado de sus pies» una alusión a la humanidad de Cristo. Esta fue entendida como «estrado» en cuanto asumida en la Encarnación o glorificada en la Resurrección. En esta línea se sitúa Orígenes, al afirmar en el primer sentido que:

Alguno ha dicho que el estrado de los pies es la carne de Cristo que debe ser adorada por motivo de Cristo. Y Cristo debe ser adorado por motivo del Verbo de Dios que está en Él.

La aplicación al cuerpo resucitado del Señor es, sin embargo, la preferida por Jerónimo:

«He leído en el libro de un autor: “Se trata, dice, de la Encarnación, es decir, que [el salmo] afirma que el Hombre que Dios se dignó asumir en María, es Él mismo, el estrado de sus pies”. Aunque en realidad el hombre haya estado asumido —y, delante de Dios, toda criatura es estrado de sus pies— aun en este caso, este estrado fue estrechamente unido con Dios y con aquel que está sentado con Él. Daos cuenta de lo que me atrevo a afirmar. Lo que un día fue estrado yo lo adoro de la misma manera que el trono. Y aunque hayamos conocido a Cristo según la carne, ahora no lo conocemos ya más según la carne (2 Co 5,16). Admitamos que haya sido estrado antes de la muerte, antes de la resurrección, cuando comía, cuando bebía, cuando tenía nuestros mismos sentimientos. Pero después de resucitar y ascender victorioso al cielo yo no distingo entre el que está sentado y el que es estrado: en Cristo todo es trono. Tú me preguntarás y me dirás: “¿Por qué?”, o “¿cómo?”. Yo no sé de qué modo, y, sin embargo, creo que es así.

 La Santísima Humanidad de Cristo merece adoración, culto de latría, por su unión hipostática con el Verbo de Dios.

#### A los versículos 6-9
Dios ejerce el derecho y la justicia en su pueblo por medio de mediadores. Moisés y Aarón son designados como sacerdotes, no solo por pertenecer a la tribu de Leví, sino sobre todo por su papel como intercesores durante el éxodo de Egipto (cf. Ex 4,15-16). A ellos se añade Samuel, probablemente por su función de mediador en el establecimiento de la monarquía en Israel (cf. 1 S 7,8-9). Los tres actuaron conforme a la voluntad divina (v. 7). La negativa de Dios a tolerar el pecado y su decisión de castigarlo (v. 8) son también expresión de su santidad (v. 9). La Iglesia, en continuidad con la liturgia judía y unida a la alabanza celestial, proclama la santidad de Dios con las palabras: «Santo, santo, santo, Señor Dios Todopoderoso» (cf. Ap 4,8).

## Versículo 5
Exaltad al Señor nuestro Dios,
Y adorad a su escabel —
Él es santo. 
«El escabel de Dios» puede aludir al «el arca», «el templo, Jerusalén», o «toda la tierra». Alexander Kirkpatrick señala que «como no había Arca en el Segundo Templo, aquí debe referirse al Templo mismo, o posiblemente a Sión».

## Versículo 6
Moisés y Aarón estaban entre sus sacerdotes,
Samuel también estaba entre los que invocaban su nombre.
Clamaron al Señor, y él les respondió.
El comentarista eclesiástico inglés John Trapp señaló que Moisés, si no era sacerdote como tal, era «un intercesor continuo para el pueblo», y Aben-Ezra y Filo incluyen el término «sacerdote» en su alabanza a Moisés. 

## Usos

### Judaísmo
- El salmo se recita en su totalidad como el quinto párrafo de Kabalat Shabat en las comunidades asquenazí, jasídica y algunas sefardíes.[22]
- Los versículos 5 y 9 se recitan sucesivamente durante la primera parte de Pesukei Dezimra.[23] Estos versículos también son recitados por la congregación cuando el rollo de la Torá es sacado del arca.[24]
- El versículo 6 se encuentra en el Fundamento del arrepentimiento recitado por algunos en la víspera de Rosh Hashaná.[25]
- Según el Siddur Avodas Yisrael, el Salmo 99 debe leerse como un «Salmo del día» adicional en el Sabbath Parshat Shemot.

## Acompañamientos musicales

### Himnos
Maria Luise Thurmair parafraseó el Salmo 99 en el himno de 1971 en alemán «König ist der Herr».

### Motetes
Heinrich Schütz compuso una versión en métrica alemana del Salmo 98 en el Salterio de Becker, publicado en 1628, Der Herr ist König und residiert, SWV 197.
Raymond Wilding-White compuso el salmo para coro a ocho voces y órgano.

### Canciones
Las siguientes canciones están basadas en el Salmo 99 o contienen parte del salmo:
- «He sits enthroned» de Sons of Korah
- «Holy Is He» de Jason Silver
- «Issand on Siionis suur» (El Señor es grande en Sión) de Rein Kalmus, fue escrita para la final del Festival de la Canción Cristiana de Estonia de 2015.